# Зимнева къща („Атанасиос Франгос“ № 1)
Зимневата къща (на гръцки: Οικία Ζήμνα) е къща в град Воден, Гърция.
Къщата е разположена в традиционния квартал Вароша на улица „Атанасиос Франгос“ № 1. Изградена е в XIX век. Собственост е на наследниците на Д. Зимнас.
В 1988 година като пример за традиционната градска архитектура на XIX век и произведение на изкуството е обявена за паметник на културата.